# Desátame
«Desátame» es una canción de 1997 interpretada por la cantante española Mónica Naranjo y producida por esta y Cristóbal Sánsano. Fue incluida en el segundo álbum de estudio de la cantante, Palabra de mujer. Fue lanzada en España y en México como el segundo sencillo de este álbum.

## Créditos
- Voz principal: Mónica Naranjo.
- Escrita por: José Manuel Navarro.
- Compuesta por: Mónica Naranjo, Cristóbal Sansano
- Producida por: Mónica Naranjo, Cristóbal Sansano.
- Programador: Juan Belmonte

## Versiones y remixes

### Estudio
- Álbum Versión — 4:49
- 4.0 Versión — 6:28

### Remixes
- Pumpin' Radio Eit — 4:19
- The Real Diva Club Mix — 7:24
- Latins Do It Better Club Mix - 7:46
- Toilet Dub I — 6:41
- Toilet Dub II — 6:45
- Latins Do It Better Radio Edit — 5:32

### Directo
- Versión Tour Palabra de Mujer
- Versión Tour Minage
- Versión Tarántula Tour
- Versión Adagio Tour
- Versión Ídolos en Concierto
- Versión 4.0 Tour
- Versión Grandiosas Internacional
- Versión Gira Renaissance: 25 aniversario

## Formatos
| Promo CD (SAMPCM 4280) 1. «Desátame» — 4:49 Promo CD (PRCD 96980) 1. «Desátame» — 4:49 Remixes Promo Maxi-CD (SAMPCM 4727) Ventas: 4.075 copias 1. «Desátame» [Pumpin' Radio Eit] — 4:19 2. «Desátame» [The Real Diva Club Mix ] — 7:24 3. «Desátame» [Latins Do It Better Club Mix] — 7:46 4. «Desátame» [Toilet Dub I] — 6:41 5. «Desátame» [Toilet Dub II] — 6:45 6. «Desátame» [Latins Do It Better Radio Edit ] — 5:32 7. «Desátame» — 4:49 | Remixes Maxi-CD (EPC 665215 2) 1. «Desátame» [Pumpin' Radio Eit] — 4:19 2. «Desátame» [The Real Diva Club Mix ] — 7:24 3. «Desátame» [Latins Do It Better Club Mix] — 7:46 4. «Desátame» [Toilet Dub I] — 6:41 5. «Desátame» [Toilet Dub II] — 6:45 6. «Desátame» [Latins Do It Better Radio Edit ] — 5:32 7. «Desátame» — 4:49 Remixes Vinilo (EPC 665215 6) - Cara A: 1. «Desátame» [Pumpin' Radio Eit] — 4:19 2. «Desátame» [Toilet Dub I] — 6:41 - Cara B: 1. «Desátame» [Latins Do It Better Radio Edit ] — 5:32 2. «Desátame» [Toilet Dub II] — 6:45 Palabra de mujer Promo CD (2-000321) 1. «Desátame» — 4:49 2. «Entender el amor» — 5:26 3. «Rezando en soledad» — 4:51 |

## Trayectoria en las listas
| Posición | 6 | 7 | 5 | 5 | 6 | 2 | 9 | 7 | 2 | 9 | 3 | 8 | 4 | 12 |